# Henri e Charles Beaubrun

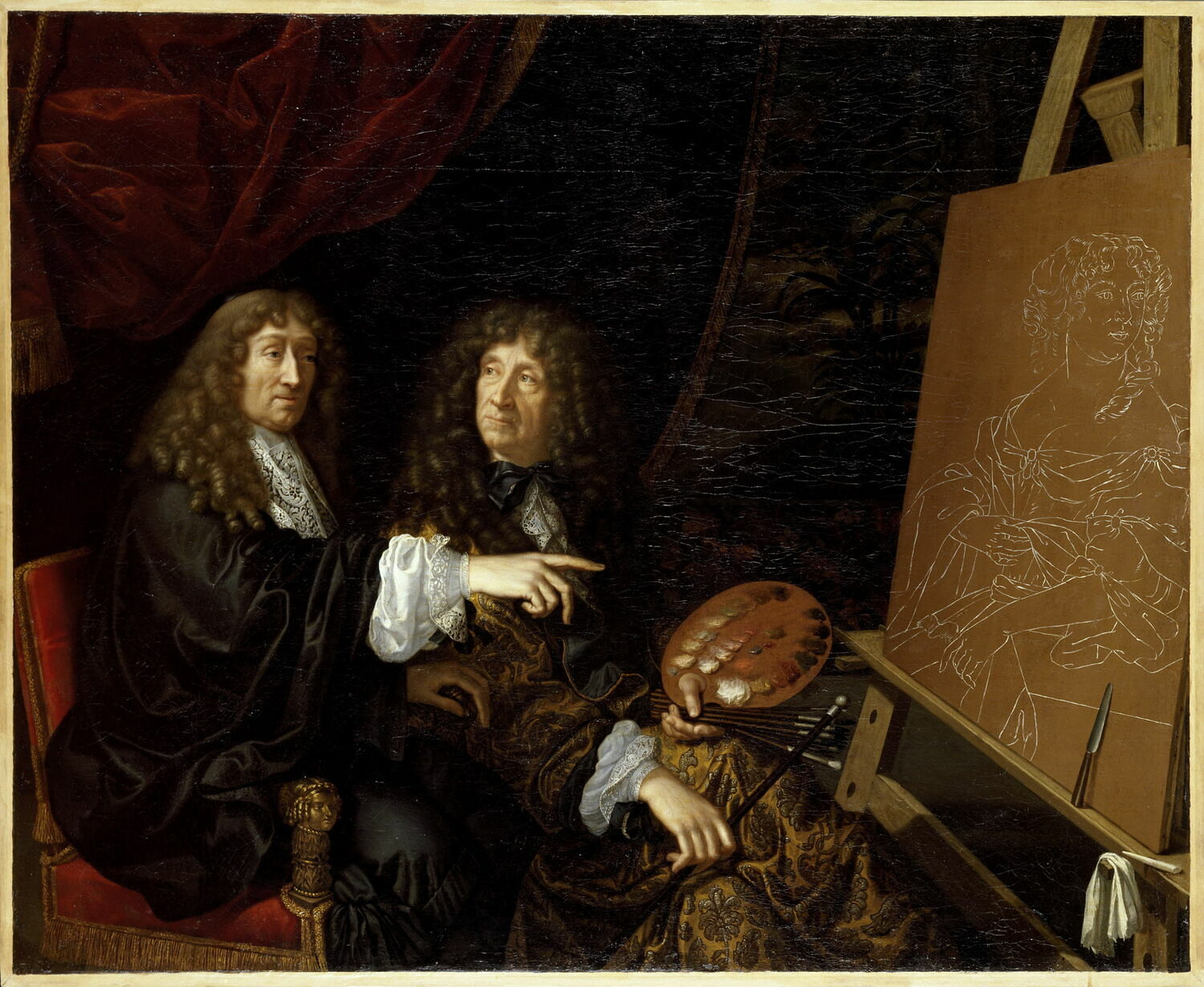
Lambert Martin, Henri e Charles Beaubrun mentre dipingono un ritratto della regina Maria Teresa, 1675, Reggia di Versailles

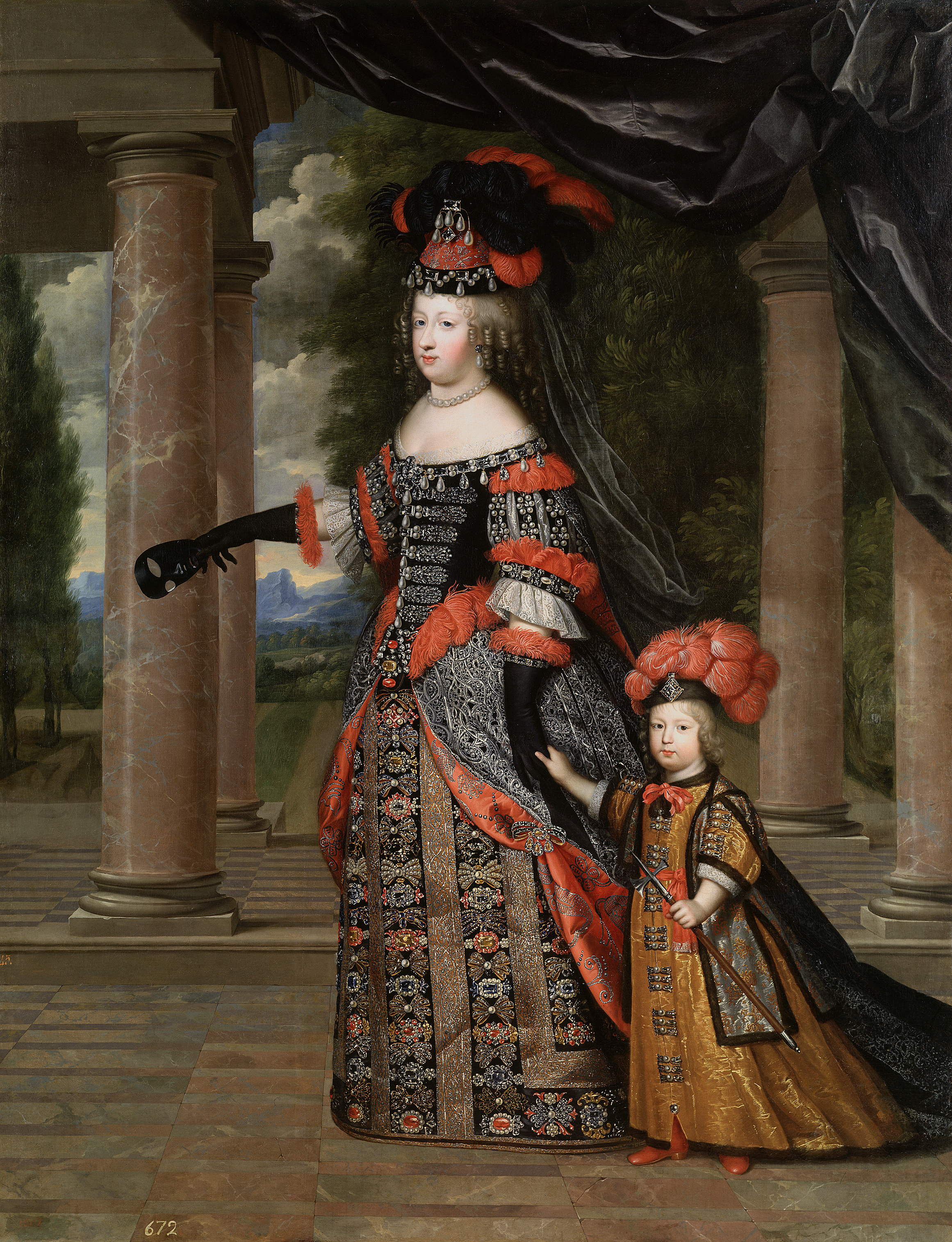
Charles e Henri Beaubrun, Maria Teresa d'Austria e il Gran Delfino di Francia, 1664, Museo del Prado

Henri Beaubrun (Amboise, 1603 – Parigi, 1677) e 
 Charles Beaubrun (Amboise, 1604 – Parigi, 1694) sono stati due pittori francesi. Cugini germani, furono attivi dapprima alla corte Luigi XIII e poi (e soprattutto) a quella del figlio Luigi XIV, specializzandosi nei ritratti femminili. Particolarmente noti sono i loro ritratti delle regine di Francia Anna d'Austria e Maria Teresa d'Austria, rispettivamente madre e moglie del Re Sole.

## Biografia
Charles e Henri Beaubrun appartenevano a una famiglia di ritrattisti francesi attivi dalla fine del XVI secolo. Studiarono pittura insieme presso l'atelier dello zio, Louis Beaubrun.
Henri fu presto posto al servizio di Luigi XIII, grazie alla carica di valletto di corte ricoperta da suo padre. Divenne, dunque, “porta archibugio” del re. Georges Guillet de Saint-George scrisse a proposito di Henri Beaubrun: «Sua maestà […] avendo notato che aveva una grande predisposizione al disegno, volle che vi si applicasse e imparasse a dipingere; così egli apprese quel che era necessario nella pittura come la prospettiva, l'architettura e qualche principio di geometria... Subito dopo la morte di suo padre, fu nominato valletto di guararoba e continuò i suoi studi così felicemente, malgrado le distrazioni della sua carica, che il re gli fece l'onore di sceglierlo per insegnargli a dipingere a pastello...».
Fu assunto come ritrattista, insieme a suo cugino Charles, alla corte di Luigi XIII e poi a quella di Luigi XIV, dopo che ebbero dipinto un ritratto intitolato Luigi XIV e Madame Longuet de la Giraudière, la prima nutrice. I due cugini furono stretti collaboratori tra il 1630 e il 1675, dipingendo numerosi ritratti ufficiali e specializzandosi in quelli delle regina di Francia. Dalla metà del secolo conobbero un grande successo presso le dame di corte e in particolare presso gli estimatori dello stile classicista, formale e cortese di Frans Pourbus il Giovane, ritrattista in voga al tempo di Maria de' Medici.
Le loro opere furono realizzate quasi sempre insieme, tant'è che risulta impossibile distinguere le loro mani. Anche le loro opere individuali sono loro attribuite congiuntamente.
Nel 1648 parteciparono alla fondazione dell'Académie royale de peinture et de sculpture.
Henri e Charles morirono rispettivamente nel 1677 e nel 1694, tutti e due a Parigi].